# Zinovi Rozjestvenski

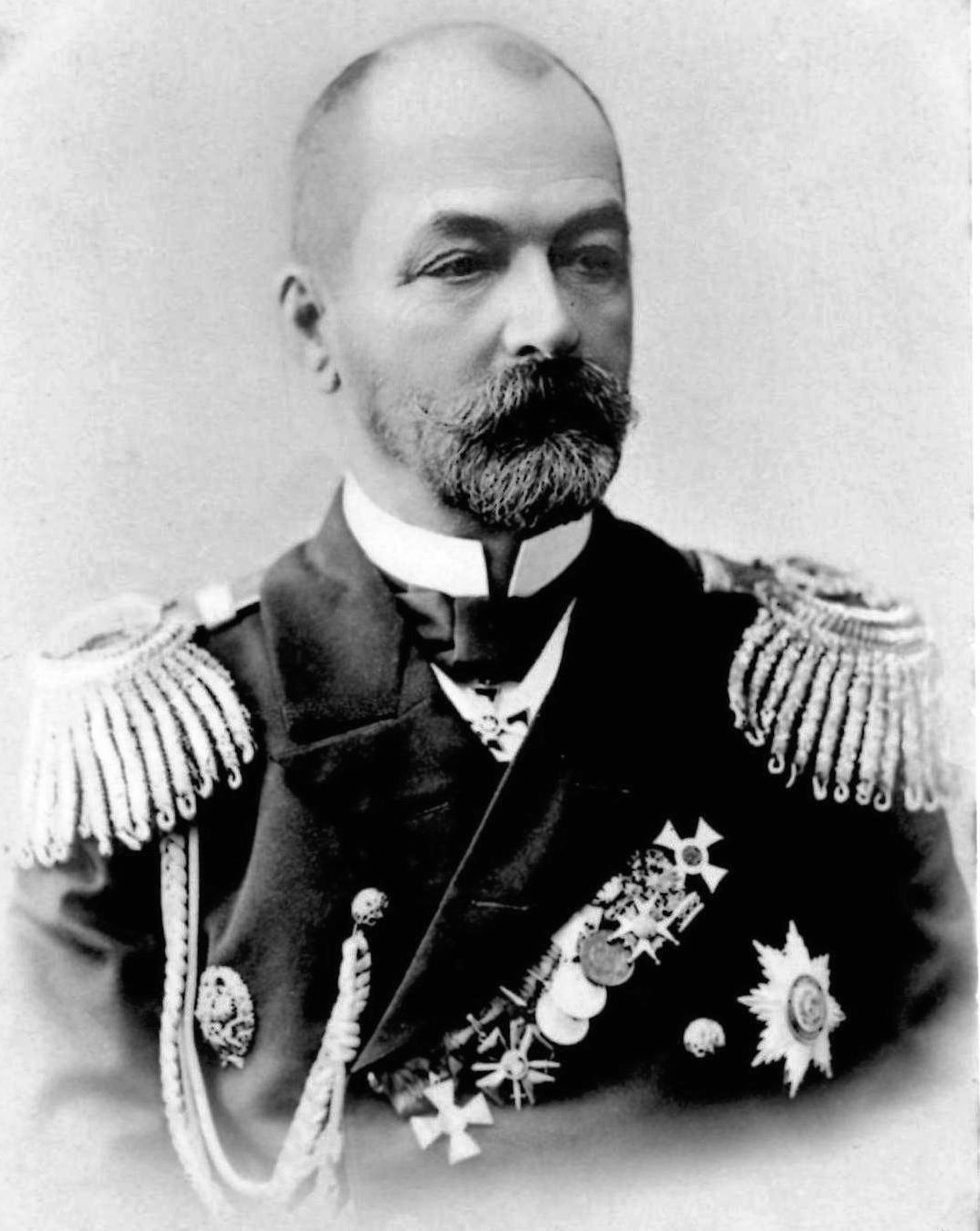
Zinovi Roszjestvenski

Zinovi Petrovitsj Rozjestvenski, (Russisch: Зиновий Петрович Рожественский) (Sint-Petersburg, 30 oktober 1848 - aldaar, 14 januari 1909) was een Russisch admiraal.

## Beginjaren
Rozjestvenski studeerde in 1868 af aan het Russische Zeekadettenkorps en in 1873 aan de Michailovski Artillerie Academie. Hij diende bij de Baltische Vloot (Oostzeevloot) als officier bij de kanonnen. In 1876 werd hij overgeplaatst naar de Zwarte Zeevloot.

## Russisch-Turkse Oorlog

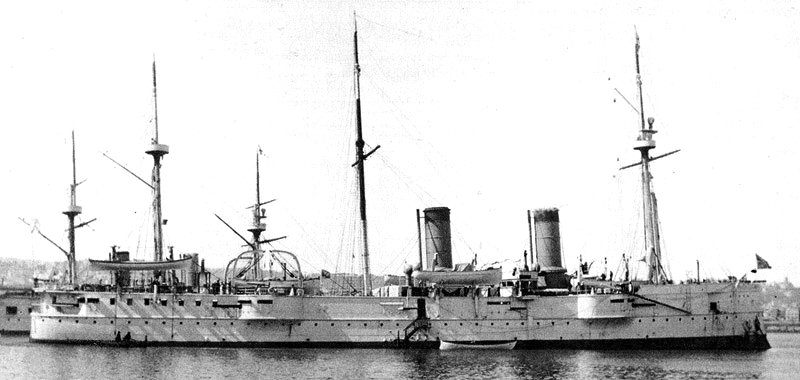
Kruiser Vladimir Monomach

Tijdens de Russisch-Turkse Oorlog diende hij op de kanonneerboot Vesta. Op 10 juni 1877 vielen zes torpedoboten, waarvan vijf met spar torpedo's, vier pantserschepen van de Turkse marine aan.  Luitenant Rozjestvenski was vrijwilliger om de eerste aanval te leiden, maar zijn torpedoboot raakte vast in de netten rond de Turkse schepen. De Turken openden het vuur. Een torpedoboot werd vernield en de anderen trokken zich terug.
In juli 1877 viel hij met de Vesta het Turks oorlogsschip Fethi-Bulend aan, waarvoor hij de Orde van Sint-Vladimir en de Sint-Jorisorde ontving.

## Tussenjaren
Van 1883 tot 1885 werd Roszjestvenski afgevaardigd naar de nieuw opgerichte Bulgaarse marine. Na zijn terugkeer werd hij opperofficier op de kanonneerboot Kreml en de kruiser Gertsog Edinboergski. Hij kreeg daarna het bevel over de klipper Najezdnik en de kanonneerboot Grozjatsji. Van 1891 tot 1893 was hij marineattaché te Londen. In 1894 voerde hij het bevel over de pantserkruiser Vladimir Monomach in de Middellandse Zee onder admiraal Stepan Makarov. In 1896-98 voerde hij het bevel op het kustverdedigingsschip Pervenets. In 1898 werd hij commandant van de kanoniersschool van de Baltische Vloot. In 1900 leidde hij een reddingsoperatie voor het kustverdedigingsschip Admiral Graf Apraksin. In 1902 werd hij stafchef van de marine en stelde hij een plan voor om de marine in het verre oosten te versterken.

## Van de Oostzee naar Vladivostok

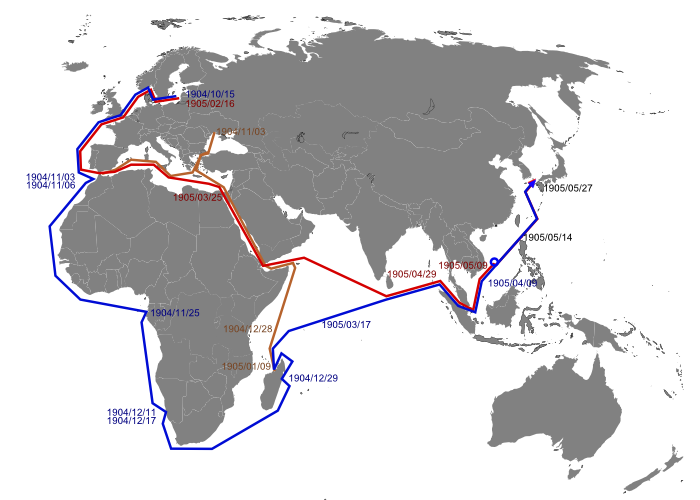
Route van de Baltische Vloot naar de Slag bij Tsushima in blauw aangeduid; de schepen van Nebogatov vertrokken later en mochten wel door het Suezkanaal, route in rood aangeduid. Bevoorradingsschepen vertrokken uit de Zwarte Zee naar Spanje en naar Madagaskar, route in oranje aangeduid.

Tsaar Nicolaas II van Rusland beval Roszjestvenski tijdens de Russisch-Japanse Oorlog om met de Baltische Vloot naar Oost-Azië te varen om de marinebasis Port Arthur te beschermen.
De schepen waren nieuw en de bemanningen onervaren. Rozjestvenski maakte de nieuwe Knjaz Soevorov tot zijn vlaggenschip en hij had nog drie identieke slagschepen ter beschikking. Het is de langste reis van met kolen aangedreven slagschepen. Omdat de Britten de kant van Japan kozen, kon hij onderweg geen kolen bunkeren.

## Doggersbank-incident
Toen de vloot op 21-22 oktober door de Noordzee voer, zagen de Russische matrozen Britse vissersboten bij de Doggersbank aan voor Japanse torpedoboten en openden ze het vuur. Drie Britse vissers stierven en meerdere raakten gewond.
De Russische regering stemde in met een onderzoek van dit Doggersbank-incident. Admiraal Roszjestvenski moest aanleggen te Vigo in Spanje. Slagschepen van de Britse Home Fleet maakten zich klaar voor oorlog. Britse kruisers volgden de vloot van Roszjestvenski door de Golf van Biskaje. In Spanje liet Roszjestvenski de verantwoordelijke officieren achter. De Britten verboden Rozjestvenski de doortocht door het Suezkanaal, zodat hij rond Afrika moest varen.
Op 15 november 1904 ondertekenden de Britse en de Russische regeringen een overeenkomst, waarbij ze het incident voorlegden aan een internationale onderzoekscommissie in Den Haag. Op 16 februari 1905 bracht de commissie haar verslag uit. De commissie leverde kritiek op Roszjestvenski omdat hij zijn schepen had toegelaten op de Britse schepen te vuren, maar besloot dat hij wel alles had gedaan om het incident meteen te beëindigen.

## Slag bij Tsushima

Togo (blauw) voerde crossing the T uit tegen Roszjestvenski (rood).

De Baltische Vloot kwam in mei 1905 aan en moest meteen slag leveren in de Slag bij Tsushima op 27–28 mei 1905.
De Japanse admiraal Heihachiro Togo trok lessen uit de zeeslagen bij Port Arthur en de Gele Zee. Hij concentreerde zijn vuur op de belangrijkste slagschepen en wachtte tot de afstand voldoende klein was.
Togo wist dat Roszjestvenski naar Vladivostok wou om eerst na voorbereiding het gevecht aan te gaan. De schepen van Togo waren sneller, onder meer omdat de Russische schepen door de lange reis aangroei hadden die ze vertraagde.
Togo voerde met succes het in die tijd beslissend manoeuvre Crossing the T uit, waarbij Togo met alle kanonnen kon vuren en meer trefkans had. De avond van 27 mei 1905 waren de meeste Russische schepen gezonken en 5000 man verdronken.
Admiraal Roszjestvenski werd door een granaatscherf gewond aan zijn hoofd. Hij was bewusteloos en werd overgebracht op een torpedobootjager toen zijn vlaggenschip zonk. Hij werd krijgsgevangen genomen nadat de tweede in bevel, Nikolaj Nebogatov, de vloot de volgende ochtend had overgegeven. Rozjestvenski kreeg verzorging in een Japans hospitaal. Admiraal Togo kwam hem daar bezoeken en sprak:
"Een nederlaag vormt dikwijls het lot van een soldaat. Dat is niets om beschaamd over te zijn. Belangrijk is enkel, of we onze plicht gedaan hebben."

## Krijgsraad
In 1906 werd Rozjestvenski samen met andere overlevenden voor de krijgsraad gesleept. Sommigen kregen gevangenisstraf of werden tot de dood door het vuurpeloton veroordeeld. Het hof was zich ervan bewust, dat admiraal Nikolaj Nebogatov de Russische vloot had overgegeven toen Roszjestvenski gewond en bewusteloos was. Roszjestvenski verdedigde zijn ondergeschikten en nam de verantwoordelijkheid op zich. De tsaar zette de doodstraffen om in gevangenisstraffen van tien jaar. Na enkele jaren verleende hij gratie.
Roszjestvenski leefde teruggetrokken te Sint-Petersburg. Hij overleed aan een longziekte en werd begraven in het Alexander Nevski-klooster.